# George MacDonald
George MacDonald (Huntly, 10 de dezembro de 1824 — Ashtead, 18 de setembro de 1905) foi um escritor, poeta e ministro cristão escocês.
É considerado um dos pioneiros da fantasia moderna e mentor do escritor Lewis Carroll. Além de contos de fadas, MacDonald escreveu vários trabalhos de teologia cristã, incluindo várias coleções de sermões. Seus trabalhos de fantasia foram grande inspiração para autores como C. S. Lewis, W. H. Auden, L. Frank Baum, T.H. White, J. R. R. Tolkien, Madeleine L'Engle, G. K. Chesterton e Mark Twain.

## Biografia
George MacDonald nasceu em 10 de dezembro de 1824 em Huntly, Aberdeenshire, na Escócia. Seu pai, um fazendeiro de Glen Coe, era um dos MacDonalds da região e descendente direto de uma das famílias que sofreram com o massacre de 1692. O dialeto falado nessa região frequentemente aparece nos diálogos dos romances não-fantásticos de MacDonald. Ele cresceu na atmosfera religiosa do calvinismo (dentro da Igreja Congregacional), mas nunca sentiu-se bem com todos os aspectos dessa doutrina. Conta-se, por exemplo, que, quando lhe explicaram pela primeira vez a doutrina da predestinação, ele rompeu em prantos, embora lhe assegurassem que era um dos eleitos. Sua família era atípica na questão religiosa. Seu avô paterno era católico de nascimento, tendo se convertido ao presbiterianismo depois. Sua avó materna era uma devota da igreja independente e sua madrasta era da igreja episcopal escocesa. Alguns de seus romances, como Robert Falconer e Lilith, expressam o desagrado de seu autor pela ideia de que o amor seletivo de Deus está reservado a alguns e é negado aos outros. Em seus Unspoken Sermons (Sermões não-pronunciados), ele desenvolve uma teologia altamente elaborada.
MacDonald cresceu em um ambiente culto incomum para a época. Um de seus tios por parte de mãe era estudioso especialista na cultura celta, sendo editor do Gaelic Highland Dictionary e colecionador de poesia celta bem como contos de fadas. Seu avô materno apoiou a publicação de Ossian, o controverso texto celta que, acredita-se, teria contribuído para o início do Romantismo Europeu. Um outro tio era especialista nas obras de Shakespeare e seu primo por parte de pai era outro estudioso e especialista em cultura celta. Seus pais eram leitores ávidos, sendo que seu pai tinha preferência pelas obras de Isaac Newton, Samuel Taylor Coleridge e Charles Darwin, apenas para citar alguns. Já sua mãe recebeu uma educação clássica, incluindo o conhecimento de vários idiomas.
Algumas fontes sugerem que o jovem MacDonald tinha problemas de saúde, incluindo asma, bronquite e até mesmo tuberculose. Esta última acabou levando dois de seus irmãos, sua mãe e depois três de seus filhos. Mesmo adulto, ele viajava com frequência em busca de um ar fresco para seus pulmões que, na época, acreditava-se ser benéfico para casos de tuberculose.
MacDonald se formou na Universidade de Aberdeen, em 1845, com um mestrado em química e física. Nos próximos anos, ele lidaria com várias questões de fé e decidiu que se dedicaria a isso. De acordo com seu filho, o biógrafo Greville MacDonald, seu pai poderia ter seguido uma carreira médica, mas acredita-se que a falta de dinheiro acabou com a ideia. Em 1848, ele começou a estudar teologia no Highbury College para se tornar ministro cristão.

## Carreira
Em 1850, foi nomeado pastor da Trinity Congregational Church (Igreja Congregacional da Trindade), em Arundel, Inglaterra, mas não foi bem-sucedido em seus sermões, nos quais pregava o amor universal e a possibilidade de todos se unirem a Deus. Esteve, depois disso, empregado no serviço religioso em Manchester, abandonando-o por causa de problemas de saúde. Após uma breve estada em Argel, capital da Argélia, estabeleceu-se em Londres, onde lecionou na Universidade de Londres. Foi, ainda, editor de Good Words for the Young [Boas palavras para os jovens], durante um tempo e deu palestras nos Estados Unidos no período de 1872-73.
Seus livros mais conhecidos são os romances de fantasia: Phantastes (publicado em 1858), The Princess and the Goblin (1872) (A princesa e o gobelin), At the Back of the North Wind (Por trás do vento norte) (1871) e Lilith (1895); bem como os contos-de-fadas: The Light Princess (1864) (A princesa leve) e The Golden Key (1867) (A chave dourada). MacDonald publicou também alguns volumes de sermões, embora não tivessem sido bem recebidos do púlpito.
MacDonald foi mentor de Lewis Carroll (pseudônimo do Rev. Charles Lutwidge Dodgson), criador de Alice no País das Maravilhas. Foi por conselho e incentivo de MacDonald que Carroll decidiu-se a publicar Alice. MacDonald foi amigo de John Ruskin, que serviu de intermediário ao cortejar Rose la Touche. Ele conheceu também vários dos grandes nomes literários de sua época: Alfred Tennyson, Dickens, Wilkie Collins, Trollope, Ruskin, Lewes e Thackeray. Nos Estados Unidos, fez amizade com Longfellow e Walt Whitman.

## Morte
MacDonald morreu em 18 de setembro de 1905, em Ashtead, Inglaterra. Ele foi cremado e enterrado em Woking, Surrey, e suas cinzas sepultadas em Bordighera, na Itália, em um cemitério inglês, ao lado de sua esposa Louisa e suas filhas Lilia e Grace.

## Principais publicações
- Within and Without (1855)
- Phantastes (1858)
- David Elginbrod (1863)
- The Portent (1864)
- Adela Cathcart (1864) (contém "The Light Princess" - A princesa da luz entre outras histórias)
- Unspoken Sermons (1867) - Sermões não-pronunciados
- Dealings with the Fairies (1867) - Vínculos com as fadas (contém "The Golden Key" - A chave de ouro)
- Robert Falconer (1868)
- At the Back of the North Wind (1871)
- Works of Fancy and Imagination (1871)
- The Princess and the Goblin (1872)
- Lilith (1895)